# Oulad Salah
Oulad Salah (en àrab أولاد صالح, Ūlād Ṣālaḥ; en amazic ⵡⵍⴰⴷ ⵚⴰⵍⵃ) és una comuna rural de la província de Nouaceur, a la regió de Casablanca-Settat, al Marroc. Segons el cens de 2014 tenia una població total de 15.031 persones.